# Basket vid europeiska spelen
Basket vid europeiska spelen är basketturneringar som ingår i de europeiska spelen. Basket var en av de 20 sporter som fanns med vid de första europeiska spelen 2015. Sporten finns med på programmet även under andra upplagan 2019.

## Grenar
Tävlingarna har hittills inte genomförts i olympiskt format utan istället har så kallad 3x3 spelats, det vill säga med tre spelare i varje lag på halvplan. På programmet finns turneringar både för herrar och damer. 
|        |  |   |   |  |  |  |  |  |  |  |  |  |  |  |  |  |  |  |  |  |  |  |  |  |  |  |
| Basket |  | 2 | 2 |  |  |  |  |  |  |  |  |  |  |  |  |  |  |  |  |  |  |  |  |  |  |  |

## Medaljörer

### 2015
Se även Basket vid europeiska spelen 2015.
| Gren   | Guld     | Silver  | Brons   |
| Herrar | Ryssland | Spanien | Serbien |
| Damer  | Ryssland | Ukraina | Spanien |

### 2019
Se även Basket vid europeiska spelen 2019.
| Gren   | Guld                                                                                  | Silver                                                                           | Brons                                                                                      |
| Herrar | Ryssland · Ilija Karpenkov · Kirill Pisklov · Stanislav Sjarov · Alexej Zjerdev       | Lettland · Armands Ginters · Roberts Pāže · Armands Seņkāns · Mārtiņš Šteinbergs | Belarus · Maksim Liutytj · Mikita Mesjtjarakou · Andreij Rahozenka · Sjarhej Vabisjtjevitj |
| Damer  | Frankrike · Mousdandy Djaldi-Tabdi · Caroline Hériaud · Assitan Koné · Johanna Tayeau | Estland · Merike Anderson · Kadri-Ann Lass · Annika Köster · Janne Pulk          | Belarus · Natallia Dasjkevitj · Maryna Ivasjtjnka · Darja Mahalias · Anastasija Susjczyk   |